# Round Rock (Texas)
Round Rock és una població dels Estats Units a l'estat de Texas. Segons el cens del 2008 est. tenia 104.446 habitants.

## Demografia
Segons el cens del 2000, Round Rock tenia 61.136 habitants, 21.076 habitatges, i 15.933 famílies. La densitat de població era de 903 habitants per km².
Dels 21.076 habitatges en un 47,5% hi vivien nens de menys de 18 anys, en un 60,5% hi vivien parelles casades, en un 11% dones solteres, i en un 24,4% no eren unitats familiars. En el 18,1% dels habitatges hi vivien persones soles el 3% de les quals corresponia a persones de 65 anys o més que vivien soles. El nombre mitjà de persones vivint en cada habitatge era de 2,87 i el nombre mitjà de persones que vivien en cada família era de 3,29.
Per edats la població es repartia de la següent manera: un 31,9% tenia menys de 18 anys, un 8,5% entre 18 i 24, un 38,8% entre 25 i 44, un 16,3% de 45 a 60 i un 4,5% 65 anys o més.
L'edat mediana era de 30 anys. Per cada 100 dones de 18 o més anys hi havia 96,3 homes.
La renda mediana per habitatge era de 60.354$ i la renda mediana per família de 65.471$. Els homes tenien una renda mediana de 41.971$ mentre que les dones 30.807$. La renda per capita de la població era de 24.911$. Aproximadament el 2,8% de les famílies i el 4% de la població estaven per davall del llindar de pobresa.

## Poblacions més properes
El següent diagrama mostra les poblacions més properes.